# Adel Abdullah Abbas
Adel Abbas Abdullah (3 luglio 1980) è un ex calciatore emiratino, di ruolo centrocampista.

## Carriera

### Nazionale
Vanta due presenze con gli Emirati Arabi Uniti.

## Palmarès

### Club
- Etisalat Emirates Cup: 1

2011
- Coppa dei Campioni del Golfo: 1

2011